# كارافاجيو (فلم)
كارافاجيو هو فيلم من نوع سيرة ذاتية ودراما أُصدر في 1986. الفيلم من إنتاج جمعية الأفلام البريطانية، ومن توزيع ميكادو فيلم ‏، وهو من إخراج ديريك جرمان، أما السيناريو فكان من كتابة ديريك جرمان وسوسو شيشي داميكو.

## القصة
تقع أحداث الفيلم في إيطاليا. وقصة الفيلم الرئيسية حول كارافاجيو.
سيرة ذاتية خيالية للرسام الإيطالي الشهير في القرن السابع عشر مايكل أنجلو ميريسي دي كارافاجيو. في شبابه، حصل على دعم الكاردينال ديل مونتي وشرع كارافاجيو في تطوير أسلوب جديد في الرسم يعطي رؤية أكثر واقعية للعالم الذي عاش فيه. كما بدأ أيضاً في إقامة علاقات غرامية مع أحد عارضاته وهو رانوتشيو وكذلك مع صديقة رانوتشيو لينا. تؤدي علاقتهما إلى القتل والخداع.

## طاقم التمثيل
- Cerith Wyn Evans [الإنجليزية]‏
- نايجل دافنبورت
- زهرة سيغال
- تيري داونز
- سيمون فيشر تيرنر
- Lol Coxhill [الإنجليزية]‏
- شون بين
- تيلدا سوينتون
- فيرنون دوبتشيف
- ديريك جرمان
- روبي كولترين
- مايكل غوف
- ديكستر فليتشر، بدور كارافاجيو
- جوناثان هايد
- غاري كوبر
- جيني اكتوبر [الإنجليزية]‏
- جاك بيركيت
- جون روغان
- نايجل تيري، بدور كارافاجيو
- سادي كوري
- سبنسر ليغ

## الإنتاج
موسيقى الفيلم التصويرية كانت من تأليف سيمون فيشر تيرنر.

## وصلات خارجية
- مقالات تستعمل روابط فنية بلا صلة مع ويكي بيانات